# Rafael Correa
Rafael Vicente Correa Delgado (Guayaquil, 6 aprile 1963) è un politico ed economista ecuadoriano, presidente dell'Ecuador dal 2007 al 2017.
Dopo gli studi in economia, condotti in Ecuador, in Belgio e negli Stati Uniti d'America, nel 2005 è stato nominato ministro delle Finanze dell'Ecuador. Con la vittoria alle elezioni presidenziali nel 2006, il 15 gennaio 2007 si è insediato come presidente della Repubblica ed è stato riconfermato nel 2009 e il 18 febbraio 2013. Tra il 2006 e il 2016, la povertà è diminuita dal 36,7 % al 22,5 %. Allo stesso tempo, la disuguaglianza, come misurata dall'indice di Gini, è diminuita dallo 0,55 al 0,47. È noto anche per aver sostenuto Julian Assange, editore di WikiLeaks.
Cattolico osservante, ex seminarista missionario, si definisce umanista e cristiano di sinistra ed è fautore del socialismo del XXI secolo. Nel 2020 è stato condannato a 8 anni di carcere in contumacia in quanto avrebbe guidato una rete di corruzione che tra il 2012 e il 2016 avrebbe ricevuto "contributi indebiti" al Palazzo Carondelet per finanziare il suo movimento politico in cambio della concessione di contratti statali a uomini d'affari. Vive in Belgio come rifugiato, Paese che ha rifiutato la sua estradizione ritenendolo vittima di persecuzione politica.

## Biografia
(Rafael Correa, 27 aprile 2009)
Nato in una famiglia di estrazione medio-bassa (ha 2 sorelle, Pierina e Bernarda, oltre ad un fratello, Fabricio), dopo aver conseguito nel 1987 la laurea in economia all'Università Cattolica di Santiago de Guayaquil, è stato per un anno in missione nella provincia del Cotopaxi presso centro di assistenza sociale gestito dai salesiani. Ha appreso così la lingua quechua, parlata dalla maggior parte della popolazione nativa americana della regione delle Ande. Nel 1991 ha conseguito il Master of Arts in Economia presso l'Università Cattolica di Louvain-la-Neuve, in Belgio. Ha studiato quindi negli Stati Uniti presso l'università dell'Illinois all'Urbana-Champaign, dove ha ottenuto nel 1999 il Master of Science in economia e due anni dopo il dottorato di ricerca nella stessa disciplina. Argomento della tesi di dottorato fu il fallimento delle riforme strutturali operate negli anni ottanta in America Latina: mediante un'analisi econometrica ha dimostrato che nessuna di esse ha garantito la crescita economica e che anzi la liberalizzazione del mercato del lavoro ha minato la produttività della regione.
Rientrato in Ecuador, nel 2005 è stato per quattro mesi ministro dell'Economia e delle Finanze nel governo guidato da Alfredo Palacio. Durante il suo ministero, ha sostenuto la riduzione della povertà e la sovranità economica del Paese. Giudicando con scetticismo l'accordo di libero commercio sottoscritto dall'Ecuador con gli Stati Uniti, contro il parere del Fondo monetario internazionale ha lavorato per accrescere la cooperazione con gli altri Paesi latino-americani. Dopo che la Banca Mondiale ebbe rifiutato un prestito per i cambiamenti al fondo di stabilizzazione dei redditi petroliferi, Correa si dimise. Nel frattempo aveva proposto l'emissione, ad un tasso di interesse ridotto, di titoli di stato governativi la metà dei quali sarebbe stata acquistata dal Venezuela. Correa motivò le proprie dimissioni lamentando il mancato sostegno dell'operazione da parte presidente Palacio, che pure aveva autorizzato la vendita. Al momento delle dimissioni, secondo alcuni sondaggi, era il membro del governo con la maggiore credibilità nel paese, riscuotendo la fiducia del 57% degli ecuadoriani.

### Campagna presidenziale del 2006
All'inizio della campagna presidenziale del 2006, Correa ha fondato l'Alianza País — Patria Altiva y Soberana (Alleanza della Patria Orgogliosa e Sovrana), un movimento politico che propugnava la sovranità politica dell'Ecuador, l'integrazione regionale e gli aiuti economici per i meno abbienti.
Durante la campagna elettorale, Correa ha proposto un'assemblea costituente per riscrivere la Costituzione ecuadoriana. Correa sostenne di voler chiedere un referendum per iniziare a scrivere la nuova Costituzione e pertanto l'Alianza País non presentò propri candidati al congresso, ma appoggiò quelli del Partito Socialista Ecuadoriano.
In campo economico, sosteneva la necessità di accrescere i commerci ed aprire i mercati con gli altri stati, in particolare attraverso l'integrazione delle economie latino-americane. Ha criticato invece l'accordo di libero commercio negoziato con gli Stati Uniti.
Ha chiesto inoltre una riforma del settore petrolifero che accrescesse la percentuale dei ricavi da destinarsi a programmi sociali per i poveri, secondo la legge promossa dall'ex ministro dell'Economia e delle Finanze Diego Borja, accusando le compagnie petrolifere straniere di non ottemperare alle norme ambientali e sugli investimenti e di trattenere l'80% del loro fatturato.
In ambito finanziario, ha criticato le politiche neoliberiste dei precedenti presidenti ecuadoriani. In particolare, a Jamil Mahuad, che aveva guidato il Paese dal 1998 al 2000, ha contestato la decisione di adottare il dollaro come moneta ufficiale del Paese, anche se in seguito ha ammesso che non sarebbe stato possibile abbandonare la strada della dollarizzazione. Tra le riforme proposte vi è stata l'introduzione di un limite ai depositi offshore delle banche locali pari al 10% del loro patrimonio. Ha proposto inoltre misure per ridurre l'incidenza del debito dell'Ecuador verso l'estero e destinare ai programmi sociali i risparmi sugli interessi passivi.
In politica estera, ha sostenuto l'opportunità che l'Ecuador si mantenesse lontano dai conflitti interni in Colombia. Ha comunque condannato i rapimenti, le violazioni dei diritti umani e i bombardamenti delle FARC, dichiarando che avrebbe catturato i suoi membri qualora fossero entrati in Ecuador
Ad agosto 2006, pur definendo il presidente venezuelano Hugo Chávez un amico personale, ha dichiarato alla stampa di non sentirsi parte del movimento bolivariano del Venezuela. Peraltro, quando Chávez ha paragonato a Satana il presidente statunitense Bush, Correa ha definito il paragone "iniquo per il diavolo". A giugno 2009 ha condotto l'Ecuador a far parte, con il Venezuela, Cuba e altri stati, dell'Alleanza Bolivariana per le Americhe (ALBA).
Nel primo turno delle elezioni generali, il 15 ottobre 2006, Correa ha ottenuto il 22,84%, risultando il secondo candidato più votato dopo Álvaro Noboa (26.83%). Benché la conoscenza dell'idioma nativo della popolazione indigena aveva accresciuto in campagna elettorale l'abilità di Correa a comunicare con loro, egli non è stato il più votato nelle aree a maggioranza indigena. Tuttavia, nel ballottaggio del 26 novembre Correa si è affermato con il 56,67% dei voti.

### Primo mandato presidenziale
Rafael Correa è stato ufficialmente dichiarato presidente dell'Ecuador il 4 dicembre 2006 e il successivo 15 gennaio si è insediato come 56º presidente della Repubblica.
Ha promesso di combattere la generale corruzione della classe politica ecuadoriana.

#### Politica economica

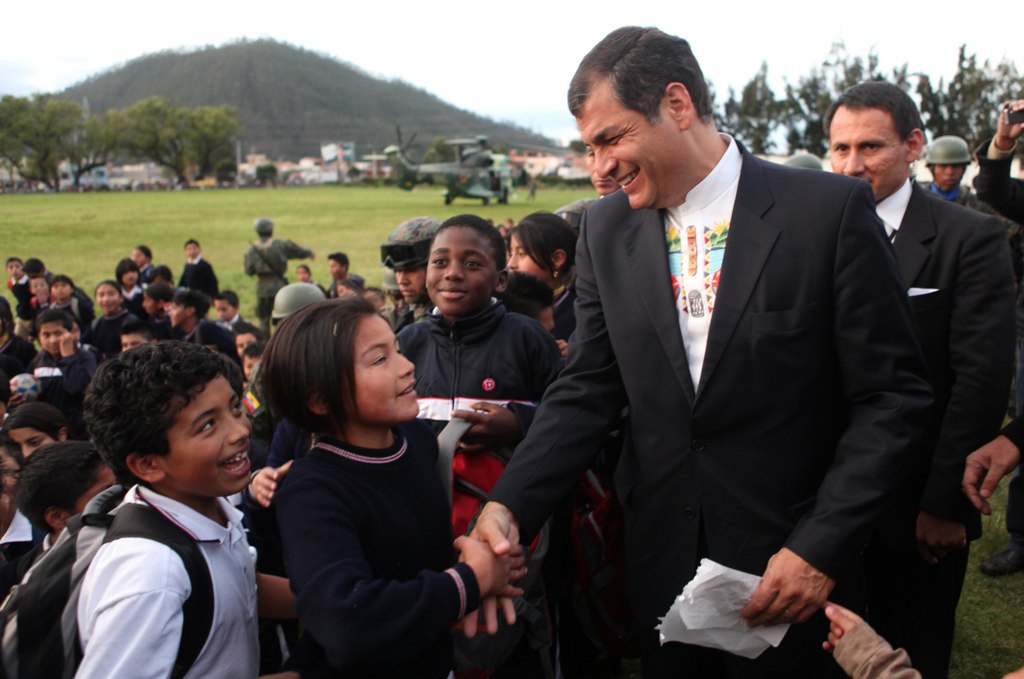
Rafael Correa in visita nel Cantone di Otavalo.

Sin dal discorso inaugurale della sua presidenza, Rafael Correa ha eccepito la legittimità del debito pubblico ecuadoriano, in quanto contratto da regimi militari, e denunciato il cosiddetto "Washington Consensus", ossia il pacchetto di prescrizioni del Fondo Monetario Internazionale, della Banca Mondiale e dell'amministrazione federale degli Stati Uniti per la gestione delle crisi economico-finanziarie dei Paesi in via di sviluppo.
A febbraio 2007 Rafael Correa e il nuovo ministro dell'Economia Ricardo Patiño hanno dichiarato che il governo non avrebbe sottoscritto alcun accordo che permetta al Fondo Monetario Internazionale di controllare il proprio piano economico, ma che l'Ecuador, in quanto membro del FMI, avrebbe portato avanti il report annuale noto come "Articolo IV". Pochi mesi dopo, tuttavia, seguendo l'esempio del presidente argentino Kirchner, ha chiesto la rinegoziazione del debito pubblico dell'Ecuador, che ammontava a 10,2 miliardi di dollari, pari al 25% del PIL, e minacciato di dichiarare bancarotta e di sospendere i controlli di Banca Mondiale e Fondo Monetario Internazionale sui conti pubblici del Paese.
Alcuni osservatori internazionali hanno supposto che le dichiarazioni sul rischio di bancarotta facessero parte di una strategia per manipolare il mercato, deprimendo le quotazioni di alcuni strumenti finanziari legati ai titoli di stato ecuadoriani. Ciò avrebbe infatti permesso al governo di acquistarli ad un prezzo favorevole grazie al sostegno delle banche venezuelane.. Correa ha respinto questa ricostruzione sostenendo che essa fosse una cospirazione messa in atto da banchieri potenti. La strategia tuttavia non è riuscita in quanto le istituzioni finanziarie venezuelane hanno operato in modo da trarre profitto dall'oscillazione dei prezzi. Dopo la diffusione di un filmato nel quale compariva il ministro delle Finanze Patiño che sembrava avvalorare la teoria della manipolazione, il 26 luglio 2007 Rafael Correa lo ha rimosso e destinato ad altro incarico. Successivamente Patiño è stato nominato ministro degli Esteri.
Con il manifestarsi della crisi economica globale del 2008, dopo il susseguirsi di alcune indiscrezioni il 12 dicembre 2008 Correa ha dichiarato ufficialmente la bancarotta dell'Ecuador, descrivendo come immorale il debito contratto "a causa della corruzione" dai regimi militari precedenti e dichiarandosi "pronto ad accettare le conseguenze".
Ha quindi proposto un piano per il riconoscimento dei diritti dei creditori in misura pari al 30% del valore dei loro crediti. L'11 giugno 2009 è stato annunciato che il governo ecuadoriano ha riacquistato il 91% dei propri titoli di stato ad un prezzo compreso tra il 30 e il 35%.
Tra il 2006 e il 2016, la povertà è diminuita dal 36,7 % al 22,5 %. Allo stesso tempo, le disuguaglianze, come misurato dall'indice di Gini, è diminuito 0,55 al 0,47.

#### Politica estera

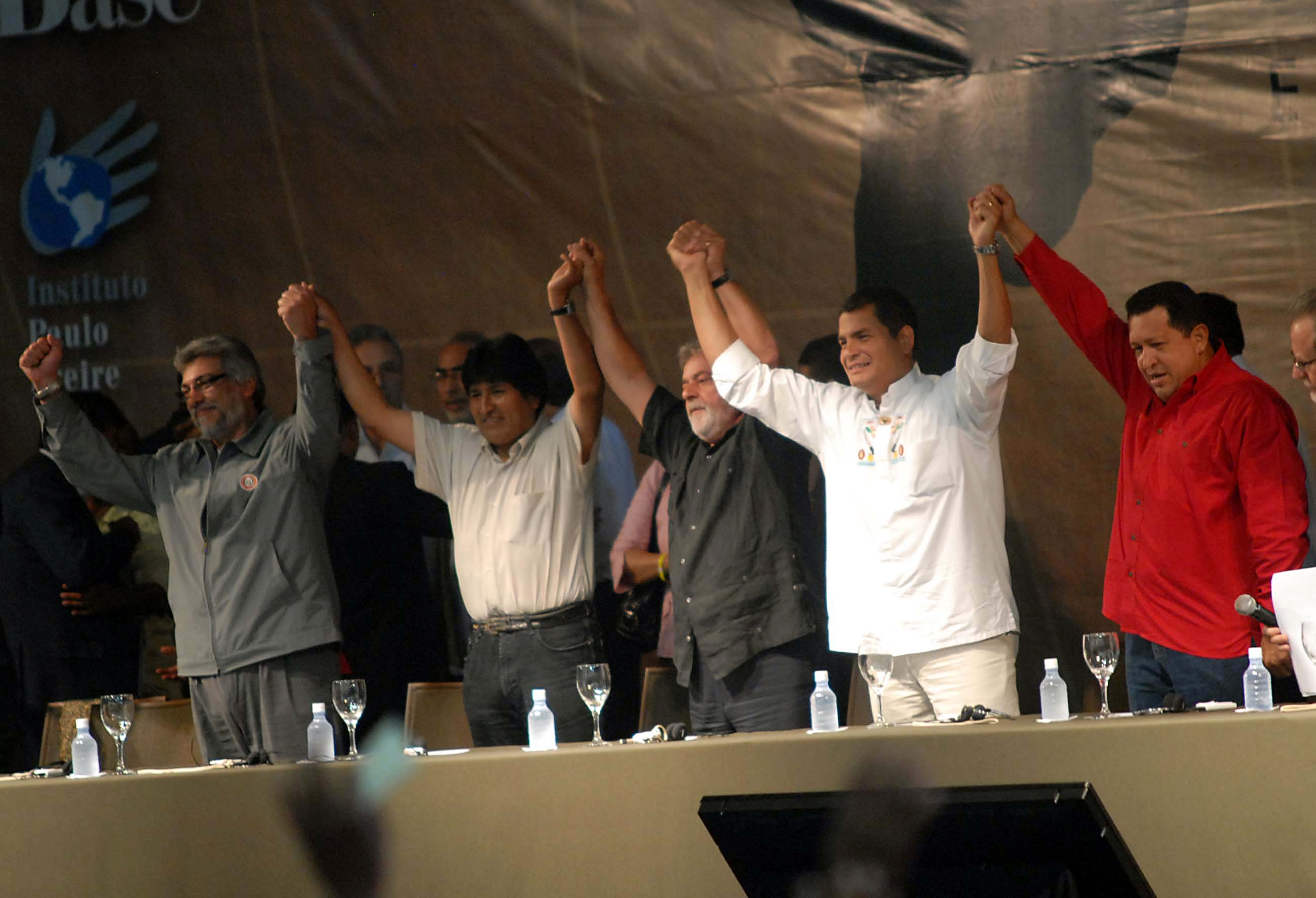
Fernando Lugo, Evo Morales, Luiz Inácio Lula da Silva, Rafael Correa e Hugo Chávez

Oltre che per le scelte di politica economica, numerose sono state le occasioni in cui la politica condotta dal governo Correa ha registrato momenti di tensione nei confronti degli Stati Uniti. Più volte Correa ha annunciato la volontà di non rinnovare la concessione della base aerea "Eloy Alfaro" a Manta. Inoltre, a febbraio 2009 alcuni membri della rappresentanza diplomatica statunitense in Ecuador sono stati espulsi dall'Ecuador in seguito a controversie connesse con il diritto di veto esercitato dagli Stati Uniti sulle nomine della polizia anti-contrabbando.
Parallelamente al deteriorarsi del legame con gli Stati Uniti sono state ristabilite le relazioni diplomatiche tra l'Ecuador e l'Iran: il presidente iraniano Ahmadinejad è stato tra gli ospiti stranieri invitati alla cerimonia di insediamento di Correa alla presidenza. Il presidente ecuadoriano ha visitato Teheran a dicembre 2008 stipulando diversi accordi con il governo locale. A giugno 2009 Correa ha sottoscritto una dichiarazione congiunta con i capi di Stato degli altri Paesi membri dell'ALBA, a sostegno del regime di Ahmadinejad.
Le relazioni diplomatiche con la Colombia sono ufficialmente interrotte il 3 marzo 2008, quando il governo colombiano bombardò il territorio dell'Ecuador nella operazione militare chiamata "FENIX" e dopo dichiarò che alcuni documenti sequestrati ai guerriglieri delle FARC dimostravano il legame tra l'organizzazione terroristica e il governo dell'Ecuador. Nella stessa occasione Correa ordinò alle truppe di concentrarsi presso i confini tra i due Paesi. La crisi militare è stata risolta nel volgere di qualche giorno con le scuse da parte colombiana.

#### Assemblea Costituente
A febbraio 2007 il Congresso dell'Ecuador, sebbene a maggioranza avversa a Correa, indisse un referendum per la convocazione di un'assemblea costituente finalizzata a riscrivere la Costituzione del Paese, come era stato promesso in campagna elettorale dallo stesso Correa. Successivamente il presidente accrebbe, con un decreto approvato dal Tribunale Elettorale, i poteri dell'assemblea costituente, attribuendole anche il diritto di sciogliere il Parlamento. Successivamente il Tribunale Elettorale dichiarò decaduti, con l'accusa di aver voluto interferire nel processo elettorale, i 57 membri del Congresso che dopo la dichiarazione di legittimità del decreto di Correa avevano chiesto l'impeachment per il presidente del Tribunale. Ciò acuì lo scontro tra il presidente e la maggioranza parlamentare, e determinò proteste della popolazione per lo più schierata con Correa.
Il referendum, tenutosi il 15 aprile, fu approvato a larga maggioranza, con l'81,72% di voti favorevoli. Pochi giorni dopo, la Corte Costituzionale dell'Ecuador decise di riammettere 51 dei 57 parlamentari che erano stati dichiarati decaduti dal Tribunale elettorale. Prima che essi fossero reintegrati, il Parlamento dichiarò decaduti i nove membri della Corte Costituzionale.
Il 30 settembre si tennero le elezioni per l'assemblea costituente prevista dal referendum e il 61% dei seggi andò ai partiti che appoggiavano Correa. La Costituzione del Paese è stata quindi riscritta in modo da accrescere il controllo pubblico sull'economia del Paese.

#### Rapporti con la stampa

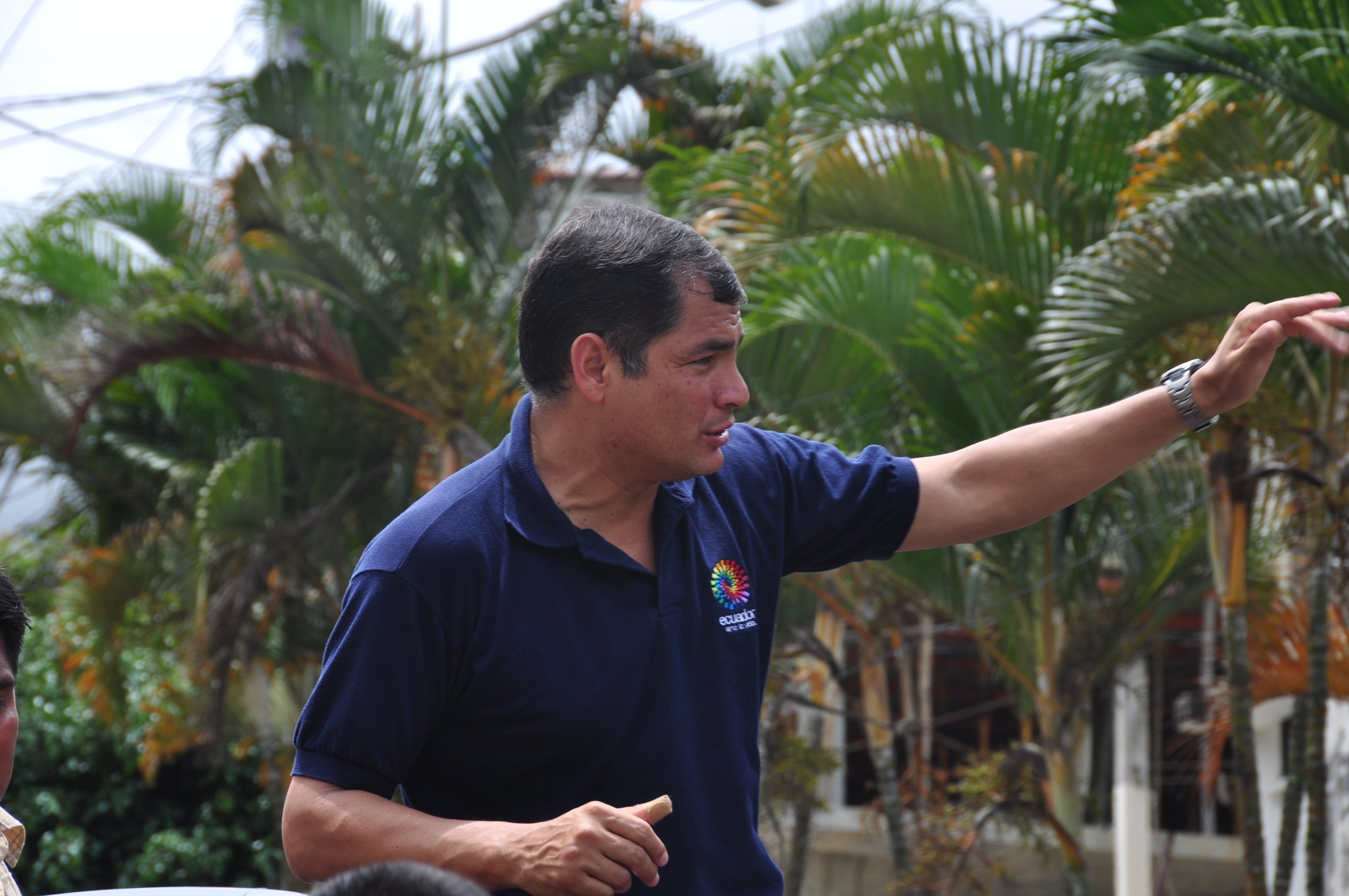
Correa ha avuto sovente tensioni con la stampa ecuadoriana.

Più volte Correa ha espresso critiche alla stampa ecuadoriana definendola "mediocre, incompetente, inaccurata, bugiarda, parte della struttura di corruzione del Paese e complice del disastro nazionale". Ha inoltre denunciato che le principali televisioni sono controllate dalle lobby economico-finanziarie corresponsabili della crisi economica del 1999: i canali Gamavision e TC Television, che erano di proprietà di una banca coinvolta in quella crisi, e il giornale El Telégrafo sono stati nazionalizzati.
A maggio 2007 ha citato in giudizio per vilipendio del presidente il condirettore del quotidiano La Hora per un editoriale che giudicava "vergognoso" il comportamento di Correa, intenzionato a guidare il Paese "con tumulti, pietre e bastoni". Al comunicato dell'Ordine dei giornalisti ecuadoriani, che ha definito l'iniziativa un tentativo di intimidire la stampa del Paese, il presidente ha risposto stigmatizzando il "vergognoso spirito corporativo" dei giornalisti. Due anni dopo Correa ha fatto allontanare da una conferenza stampa un giornalista del quotidiano El Universo, che aveva iniziato a chiedergli della sua vita privata.

#### Rapporti con la Chiesa cattolica
In occasione del referendum costituzionale del settembre 2008, la Conferenza Episcopale Ecuadoriana ha firmato un documento in cui prendeva apertamente posizione e invitava gli elettori a votare contro la proposta dell'Assemblea costituente ecuadoriana. L'intervento dei vescovi ha ridato slancio alla campagna politica del fronte del no. A giudizio dei vescovi, la nuova Costituzione non avrebbe tutelato il diritto alla vita del concepito, lasciando intravedere il diritto per le donne all'interruzione di gravidanza, il riconoscimento pubblico di relazioni omosessuali e la fine del finanziamento pubblico delle scuole cattoliche. La nuova Costituzione ecuadoriana, all'articolo 66.3.a, tutela infatti l'integrità fisica, psichica, morale e sessuale di ogni persona, senza specificare, come avrebbe voluto la Chiesa, un primato del concepito sulla madre. L'articolo 66.9 garantisce il diritto di decidere sulla propria sessualità e orientamento sessuale. L'articolo 66.10 garantisce il diritto di decidere quanti figli generare e quando. Secondo i vescovi gli articoli sarebbero vaghi e generici e permetterebbero l'introduzione del diritto all'interruzione di gravidanza e del matrimonio omosessuale. L'ex presidente della Conferenza episcopale ecuadoriana, Néstor Herrera, ha dichiarato che la gerarchia cattolica avrebbe fatto la guerra a Correa nell'ambito della campagna referendaria: «Se il presidente Rafael Correa sta cercando battaglia, sfortunatamente dovremo fargli la guerra».
L'Assemblea costituente ha reagito negando che la nuova costituzione sia abortista, antifamilista o contro la libertà religiosa e ha rilasciato una dichiarazione alla stampa in cui si invitano i cattolici a votare per il sì, sottolineando che:
1. Il preambolo del testo costituzionale invoca il nome di Dio
2. L'articolo 44 difende i diritti della madre durante e dopo la gravidanza
3. Il testo garantisce il diritto alla vita sin dal momento del concepimento[68]
4. L'articolo 69 tutela la famiglia
5. L'articolo 348 prevede il finanziamento pubblico delle scuole confessionali gratuite[69]

Nonostante la Conferenza episcopale ecuadoriana abbia dichiarato che l'opposizione alla nuova Costituzione sia stata approvata all'unanimità, secondo la ricostruzione del Carter Center tra i vescovi non vi sarebbe stato consenso. Vi sono stati sacerdoti ed associazioni religiose che hanno espresso pubblicamente il proprio appoggio al referendum, motivando la propria disobbedienza alle gerarchie cattoliche con la necessità di essere coerenti con la propria fede.
Il governo di Rafael Correa ha reagito fermamente alle critiche avanzate dai vescovi cattolici, invitando gli elettori a non farsi catechizzare dai preti, accusati senza mezzi termini di mentire e di indebite ingerenze nella politica nazionale. Il presidente del Tribunale supremo elettorale, Jorge Acosta, ha invitato pubblicamente la Conferenza episcopale ecuadoriana a registrarsi come soggetto politico per continuare la sua «campagna di catechesi costituzionale», accusandola al contempo di non aver rispettato le norme giuridiche e di non aver nominato un tesoriere per il finanziamento della campagna stessa. Il presidente della Conferenza episcopale ecuadoriana, Antonio Arregui Yarza, è stato oggetto di indagini da parte della magistratura per violazione dell'accordo internazionale Modus Vivendi ratificato il 14 febbraio 1937 tra Ecuador e Santa Sede che prevede che il clero cattolico «si mantenga fuori dei Partiti e sia estraneo alle loro competizioni politiche». L'episcopato cattolico ha invocato il diritto di esprimere la propria opinione richiamandosi alla Dichiarazione universale dei diritti umani e ha protestato per gli epiteti offensivi rivolti a vescovi e sacerdoti nella campagna del governo, costata, a detta del Segretario generale della Conferenza episcopale ecuadoriana, Nicolás Dousdebés, milioni di dollari. Inoltre, ha negato di aver violato il Modus Vivendi.
Gli elettori ecuadoriani hanno poi approvato il referendum con un'ampia maggioranza di circa il 64% contro circa il 29%. Le operazioni di voto si sono svolte senza incidenti di rilievo, monitorate da osservatori internazionali.
Durante la successiva visita ad limina a papa Benedetto XVI nell'ottobre del 2008, i vescovi ecuadoriani hanno espresso disappunto per i rapporti con il governo ecuadoriano, giudicato anticlericale.
Nonostante Correa sia stato oggetto di critiche circa i suoi presunti tentativi di limitare la libertà religiosa in Ecuador, secondo il Rapporto sulla libertà religiosa dedicato al paese latinoamericano dal Dipartimento di Stato degli Stati Uniti, documento prodotto il 19 settembre 2008, «La Costituzione garantisce la libertà religiosa, e altre leggi e politiche contribuiscono ad una pratica religiosa generalmente libera. La legge a tutti i livelli protegge questo diritto in pieno contro abusi, perpetrati dal governo o da attori privati. Il governo, nella pratica, ha generalmente rispettato la libertà religiosa. Non vi è stato alcun cambiamento nello status sul rispetto della libertà di religione da parte del governo durante il periodo coperto da questo rapporto. Non vi sono state denunce di abusi o discriminazioni basati su affiliazione, credo o pratica religiosa». Secondo l'alto commissariato delle Nazioni Unite per i rifugiati, «la costituzione garantisce il diritto di religione, e le autorità rispettano tale diritto nella pratica, sebbene le tensioni tra il governo e la Chiesa cattolica siano aumentate durante il percorso verso il referendum costituzionale». Il rapporto 2009 di Amnesty International sulla situazione dell'Ecuador dopo il referendum costituzionale, non riporta incidenti sulla libertà di espressione che riguardino governo e Chiesa cattolica.
Dopo il voto, il leader del no, Jaime Nebot, primo cittadino di Guayaquil, esponente di primo piano del partito di opposizione, ha riconosciuto subito la vittoria del presidente Correa il quale ha dichiarato di voler dialogare con gli sconfitti per mantenere l'unità nazionale. Il presidente della Conferenza episcopale ecuadoriana e arcivescovo di Guayaquil, Antonio Arregui Yarza, ha accettato la mano tesa del governo, dichiarando a Radio Quito: «Per la Chiesa il dialogo è un metodo istituzionale, normale e abituale, e siamo aperti verso l'esecutivo come lo siamo sempre stati, anche nei momenti di maggior tensione. Vogliamo lasciar da parte le divergenze e arrivare all'unità nazionale».

### Secondo mandato presidenziale
Alle elezioni generali dell'aprile 2009 Rafael Correa è stato riconfermato per un secondo mandato, ottenendo al primo turno il 52% dei voti contro il 28% del suo principale avversario Lucio Gutiérrez. Il suo partito ha ottenuto la maggioranza relativa nell'Assemblea Nazionale.

#### Il fallito colpo di Stato

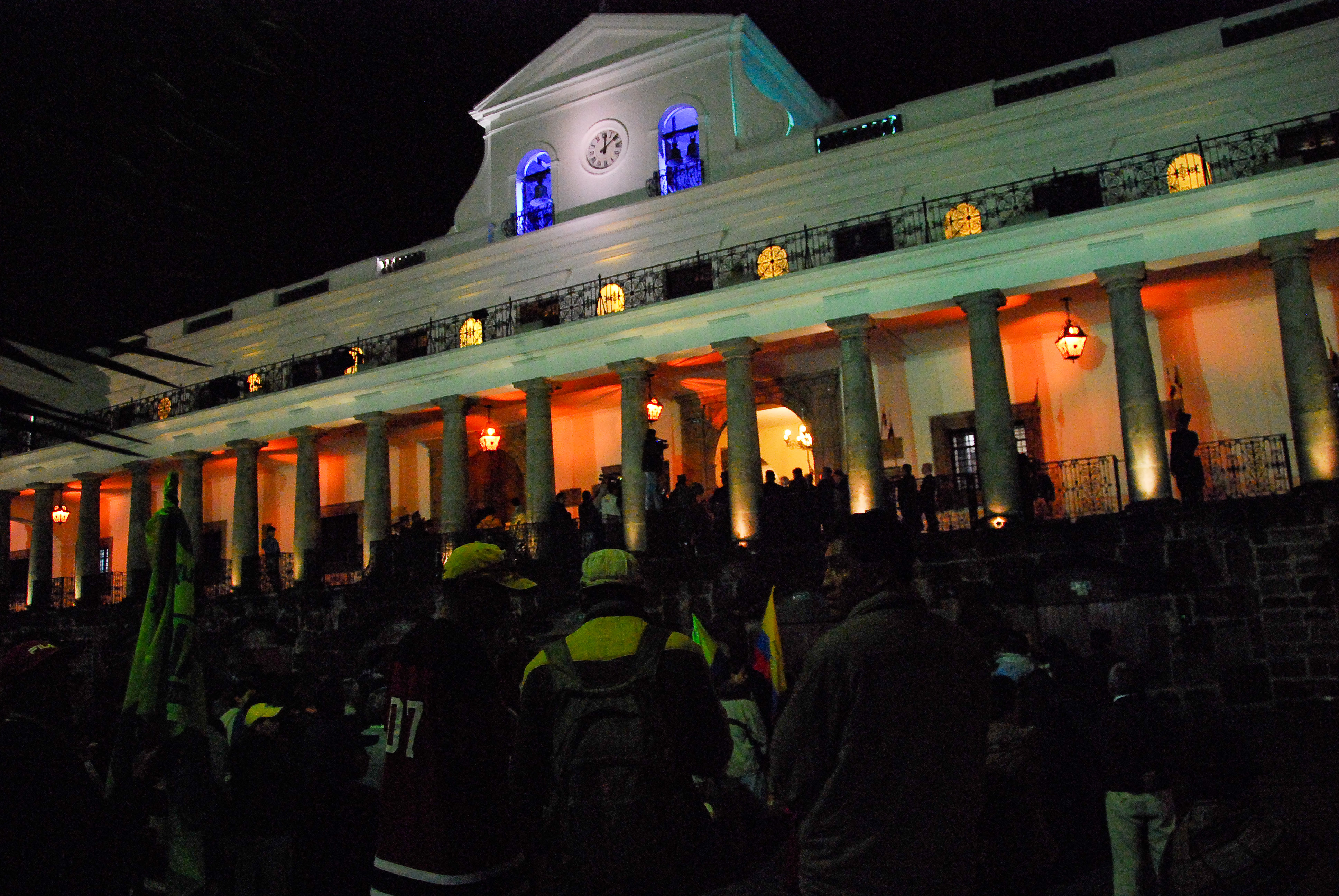
Nella notte del 30 settembre 2010, poco dopo la sua liberazione, Correa parla al popolo ecuadoriano dal Palazzo di Carondelet, nella piazza principale di Quito.

Il 30 settembre 2010, una rivolta delle forze di sicurezza facenti parte della Policia Nacional del Ecuador, ostili alla legge che equipara le forze dell'ordine agli altri dipendenti pubblici riducendone i benefici economici e di carriera, porta alla paralisi il Paese, con la chiusura degli aeroporti e l'occupazione del palazzo del Parlamento: Correa dichiara lo stato di emergenza e accusa settori della polizia e dell'opposizione di tentare il colpo di Stato. Lievemente ferito durante un discorso alla polizia e fatto oggetto di lanci di gas lacrimogeni, dopo aver indossato una maschera antigas, Correa si rifugia in un ospedale di Quito, dove riceve dichiarazioni di appoggio dal capo dell'esercito e dai governi di molti altri Paesi, ma anche affermando di sentirsi sequestrato, visto che l'ospedale in cui si rifugia è presidiato dalla polizia insorta. Verso le nove di sera un blitz dell'esercito, fedele a Correa, ingaggia uno scontro a fuoco con la polizia e libera il presidente, che dopo un paio d'ore tiene un discorso alla popolazione nella piazza principale di Quito, dalla balconata del palazzo del governo.
Il resoconto delle vittime del 30 settembre (chiamato anche con la sigla 30-S) parla di 8 morti e 274 feriti, secondo quanto riferito dal Ministro della Salute ecuadoriano.

### Terzo mandato presidenziale
Il 18 febbraio 2013 Correa viene rieletto alla presidenza dell'Ecuador con il 57,17% dei voti contro il 22,68% del suo principale sfidante Guillermo Lasso, ex-banchiere; forte del gradimento della maggioranza assoluta, il socialista Correa rimarrà al potere per altri quattro anni.
Secondo il quotidiano The Guardian, l'Ecuador è diventato uno dei paesi più progressisti dell'America Latina in termini di assistenza finanziaria, tecnica e professionale alle persone con disabilità. La spesa pubblica in questo settore è aumentata da 2 milioni di dollari all'anno a 150 milioni di dollari.
Tra il 2008 e il 2016, il governo ha aumentato di cinque volte la spesa sanitaria media annua per il periodo 2000-2008. Sono stati costruiti nuovi ospedali pubblici, il numero di dipendenti pubblici è aumentato significativamente e gli stipendi sono stati aumentati. Nel 2008, il governo ha introdotto una copertura previdenziale universale e obbligatoria. La mortalità infantile, da 24,4 per 1000 nel 2005, è scesa a 18,3 nel 2015. Nel 2015, la corruzione rimane un problema. La sovrafatturazione è registrata nel 20% degli esercizi pubblici e nell'80% degli esercizi privati.

### Dopo la Presidenza
Dopo la scadenza del terzo mandato e l'ascesa di Lenín Moreno, del suo stesso partito ma liberista, esautorato con una legge dalla politica, ha lasciato l'Ecuador per il conflitto politico col nuovo presidente.
Nel 2020 Correa è stato processato e condannato per corruzione a 8 anni di carcere, in contumacia.
Vive in Belgio, dove ha ottenuto asilo politico.

## Onorificenze

### Dottorati Honoris Causa e riconoscimenti
| Università                                     | Anno          | Paese           | Riconoscimento                        |
| ---------------------------------------------- | ------------- | --------------- | ------------------------------------- |
| Università del Cile                            | Marzo 2008    | Cile            | Honoris Causa                         |
| Università Nazionale di Asunción               | Marzo 2009    | Paraguay        | Honoris Causa                         |
| Università Statale di Relazioni Internazionali | Ottobre 2009  | Russia          | Honoris Causa                         |
| Università dell'Illinois                       | Aprile 2010   | Stati Uniti     | Exceptional Academic Achievement 2009 |
| Università di Buenos Aires                     | Novembre 2010 | Argentina       | Honoris Causa                         |
| Centro Culturale Caras y Caretas               | Dicembre 2010 | Argentina       | Premio Democracia                     |
| Università Autonoma di Santo Domingo           | Maggio 2010   | Rep. Dominicana | Honoris Causa                         |
| Università Particular de Chiclayo              | Marzo 2012    | Perù            | Honoris Causa                         |
| Università di Bahçesehir                       | Marzo 2012    | Turchia         | Honoris Causa                         |
| Università Nazionale di La Plata               | Dicembre 2012 | Argentina       | Premio Rodolfo Walsh                  |
| Università Autonoma di Santo Domingo           | Aprile 2013   | Rep. Dominicana | Honoris Causa                         |
| Università russa dell'amicizia tra i popoli    | Ottobre 2013  | Russia          | Honoris Causa                         |
| Università Statale degli Urali                 | Ottobre 2013  | Russia          | Honoris Causa                         |
| Università di Barcellona                       | Aprile 2014   | Spagna          | Honoris Causa                         |
| Università di Santiago del Cile                | Maggio 2014   | Cile            | Honoris Causa                         |
| Università Claude-Bernard di Lione             | Dicembre 2015 | Francia         | Honoris Causa                         |